# Salé
Salé (àrab: سلا, Salā; amazic: ⵙⵍⴰ) és un municipi de la prefectura de Salé de la regió marroquina de Rabat-Salé-Kenitra. Segons el cens de 2014 tenia una població total de 890.403 persones. Està situada en la costa atlàntica, en la riba sud de la desembocadura del riu Bu Regreg, que la separa de la ciutat de Rabat.

## Demografia
| Any | Municipalitat | Aglomeració |
| --- | ------------- | ----------- |
| 1912 | 19.000        | 46.000      |
| 1936 | 32.000        | 115.000     |
| 1952 | 47.000        | 203.000     |
| 1960 | 77.000        | 311.000     |
| 1971 | 159.000       | 545.000     |
| 1982 | 328.000       | 918.000     |
| 1994 | 580.000       | 1.337.000   |
| 2004 | 761.000       | 1.624.000   |
| 2005 | 780.000       | 1.655.000   |
| 2010 | 870.000       | 1.800.000   |
| 2014 | 890.403       | 1.781.740   |
| Xifres : Abdellatif Fadloullah, Université de Rabat, Maroc Recensement général de la population et de l'habitat, Maroc |               |             |

| Arrondissement | Població en 1994 | Població en 2004 | Població en 2014 |
| -------------- | ---------------- | ---------------- | ---------------- |
| Bab Lamrissa   | 114.120          | 140.383          | 174.934          |
| Bettana        | 102.142          | 103.165          | 95.291           |
| Hssaine        | 74.930           | 163.672          | 214.540          |
| Layayda        | 83.777           | 118.233          | 153.361          |
| Tabriquet      | 204.881          | 234.733          | 252.277          |

Salé forma, amb la vila de Rabat (incloent els municipis de Rabat, Touarga i Témara una aglomeració que, entre els censos de 2004 i 2014, ha passat de tenir 1.613.615 a 1.781.740.
| Municipi | Població en 2004 | Població en 2014 |
| -------- | ---------------- | ---------------- |
| Salé     | 760.186          | 890.403          |
| Rabat    | 621.480          | 573.895          |
| Touarga  | 6.452            | 3.932            |
| Témara   | 225.497          | 313.510          |
| Total    | 1.613.615        | 1.781.740        |

## Història
Fou en origen una factoria romana anomenada Sala Colònia. La ciutat com a tal es va fundar en el segle x, quan la tribu amaziga dels Beni Ifran va fer d'ella la seva capital. Vegeu Emirat de Tadla.
Al segle xi s'hi van instal·lar els Banu Ashara procedents de Shalla, a l'altre costat del riu, i van edificar palaus i hi van tenir una cort que va rivalitzar amb les taifes. Sota els almoràvits els Banu Ashara van conservar el prestigi. Van resistir als almohades cosa que va provocar la destrucció de les muralles i l'eliminació dels Banu Ashra els palaus dels quals foren confiscats.
Es va desenvolupar després sota els almohades (segle xii) i els marínides (segle xiv), gràcies a la seva posició estratègica en la ruta que lligava a Fes i Marràqueix i gràcies al seu port, principal punt d'intercanvi marítim entre El Marroc i Europa. La fundació de Rabat no fou obstacle per conservar la seva importància.
Gràcies a la seva gran mesquita, construïda entre 1163 i 1184, i a la seva madrassa (centre d'estudis islàmics) fou també un dels centres religiosos més importants del Marroc. El 1260 la ciutat fou saquejada pels castellans i la població en part massacrada; entre els habitants fets esclaus hi havia el cadi, de la família Banu Ashara. El sultà marínida va anar en ajut de la ciutat i va fer restaurar les muralles que els almohades no havien tornat a aixecar.
A l'altre costat del riu es trobava Salé la Nova, també anomenada Rabat, construïda a principis del segle xii sobre un antic fortí o ribat. A partir de 1610 arriben a ambdues ciutats diversos milers de refugiats moriscs expulsats d'Espanya, el que suposa un considerable augment de població i d'activitat de la ciutat.
En 1627 Rabat i Salé es converteixen en una república independent, anomenada República de les Dues Ribes, dirigida per corsaris (els "pirates barbarescos" de les cròniques espanyoles) i dedicada fonamentalment a la pirateria. Entre 1637 i 1666 la ciutat fou un lloc important en la lluita entre la zàwiya d'al-Dila i sidi Muhàmmad al-Ayyaixí que havia estat reconegut a Salé i el Gharb (1641) i fou derrotat. Dila va exercir l'hegemonia fins al 1666. Salé va cridar a al-Khadir Ghaylan en contra de la zawiya i la història en aquest període és força agitada.
En 1666 els alauites, dinastia que actualment regna al Marroc, van prendre Rabat i van acabar amb la república, encara que no van poder evitar que Salé mantingués certa activitat corsària fins a una data tan tardana com 1829. El 1844 i el 1851 fou bombardejada pels francesos. El 1912 s'establí el Protectorat francès del Marroc, amb Rabat com a capital. La fins llavors ciutat menor es converteix en una gran ciutat administrativa, i Salé quedà relegada, encara que es manté com a focus cultural i religiós davant de la seva veïna europeïtzada. El port de Salé va perdre tota la seva importància comercial, mantenint-se només com port pesquer. El 1957 s'inaugura el primer pont que uneix ambdues ciutats.

## Persones notables
- Ahmad al-Nasiri, historiador del segle xix
- Ahmed Essyad (1938), compositor musical